# (2964) Jaschek
(2964) Jaschek (1974 OA1; 1981 EE5) ist ein ungefähr acht Kilometer großer Asteroid des mittleren Hauptgürtels, der am 16. Juli 1974 am Felix-Aguilar-Observatorium im Nationalpark El Leoncito in der Provinz San Juan in Argentinien (IAU-Code 808) entdeckt wurde. Er gehört zur Eunomia-Familie, einer Gruppe von Asteroiden, die nach (15) Eunomia benannt ist.

## Benennung
(2964) Jaschek wurde nach dem Astronomen Carlos Jaschek (1926–1999) benannt, der Professor für Astronomie an der Universität Straßburg war. Der gebürtige Deutsche wurde in Argentinien ausgebildet und leitete von 1957 bis 1973 die Abteilung für Astrophysik in La Plata. Als Mitglied der Argentinischen Nationalen Akademie der Wissenschaften war er Mitglied des Centre national de la recherche scientifique und als Präsident der 45. Kommission (Sternklassifikation) der Internationalen Astronomischen Union tätig.